# Vladimir Semënov
Vladimir Viktorovič Semënov (in russo Владимир Викторович Семёнов?; Mosca, 10 maggio 1938 – Mosca, 21 novembre 2016) è stato un pallanuotista sovietico, vincitore di due medaglie d'argento a Città del Messico 1968 e Roma 1960 e di un bronzo a Tokyo 1964.